# لنفوم بزرگ سلول بی منتشر
لنفوم بزرگ سلول بی منتشر (DLBL) سرطانی است در سلول‌های بی که گونه ای از گویچه‌های سفید خون هستند که پادتن می‌سازند. این گونه از لنفوم پربسامدترین لنفوم غیر هوچکین در میان بزرگسالان است که بروز سالانه آن ۷–۸ مورد در هر ۱۰۰۰۰۰ نفر در هر سال در ایالات متحده آمریکا و انگلستان است. این سرطان بیشتر در افراد مسن با میانگین سن تشخیص در حدود ۷۰ سال سن رخ می‌دهد هر چند در موارد نادر در کودکان و بزرگسالان جوان هم دیده شده‌است. این لنفوم توموری تهاجمی است که می‌تواند در هر بخشی از بدن رشد پیدا کند و نخستین نشانه این بیماری به‌طور معمول رویت توده ای است که به سرعت در حال رشد است و گاهی همراه با علائم B— شامل تب، از دست دادن وزن و تعریق شبانه می‌شود.
علل این لنفوم هنوز به خوبی شناخته نشده‌است. معمولاً از سلول‌های B معمولی منشأ می‌گیرد، گرچه می‌تواند نشان دهنده یک تحول بدخیم از دیگر انواع لنفوم یا لوسمی باشد. کمبود ایمنی یک عامل خطرزا مهم است. عفونت با اپشتین بار ویروس نیز در توسعه برخی از گروه‌های dlbcl مؤثر است.
تشخیص dlbcl با برداشت بخشی از تومور از طریق نمونه برداریو پس از آن بررسی این بافت با استفاده از میکروسکوپ است. معمولاً یک هماتوپاتولوژیست این تشخیص را می‌دهد.. چندین زیرگروه از dlbcl شناسایی شده‌اند که هر کدام با داشتن نشانه‌های بالینی و پیش آگهی متفاوتی ارائه می‌دهند. اما به‌طور معمول درمان هر یک از آن‌ها شیمی درمانی است که اغلب در ترکیب با یک آنتی‌بادی هدفمند در سلول‌های توموراست. با دریافت آیت درمان بیش از نیمی از بیماران مبتلا به dlbcl می‌توانند بهبود یابند و به‌طور کلی میزان بقای پنج ساله برای افراد مسن در حدود ۵۸ درصد است.